# Maria McKee
Maria Luisa McKee (Los Angeles, 17 agosto 1964) è una cantautrice statunitense.

## Biografia
Originaria di Los Angeles, è stata membro fondatore e vocalist del gruppo country rock Lone Justice, attivo dal 1982 al 1986.
Quando aveva 19 anni scrisse il brano A Good Heart, portato al successo da Feargal Sharkey. Il brano è stato registrato dalla stessa McKee nel suo disco Late December.
Il suo primo album in studio da solista è uscito nel 1989.
La sua canzone più famosa, Show Me Heaven, è stata inserita nella colonna sonora del film Giorni di tuono e ha avuto un ottimo successo in Regno Unito nel 1990.

## Discografia
Album solisti
- Maria McKee (1989)
- You Gotta Sin to Get Saved (1993)
- Life Is Sweet (1996)
- Maria McKee - Ultimate Collection (2000)
- High Dive (2003)
- 20th Century Masters The Millennium Collection: The Best of Maria McKee (2003)
- Gino (2003) (Live)
- Live in Hamburg (2004)
- Peddlin' Dreams (2005)
- Live - Acoustic Tour 2006 (2006)
- Late December (2007)
- Live at the BBC (2008; registrato 1991-1993)
- La Vita Nuova (2020)